# Barre chocolatée

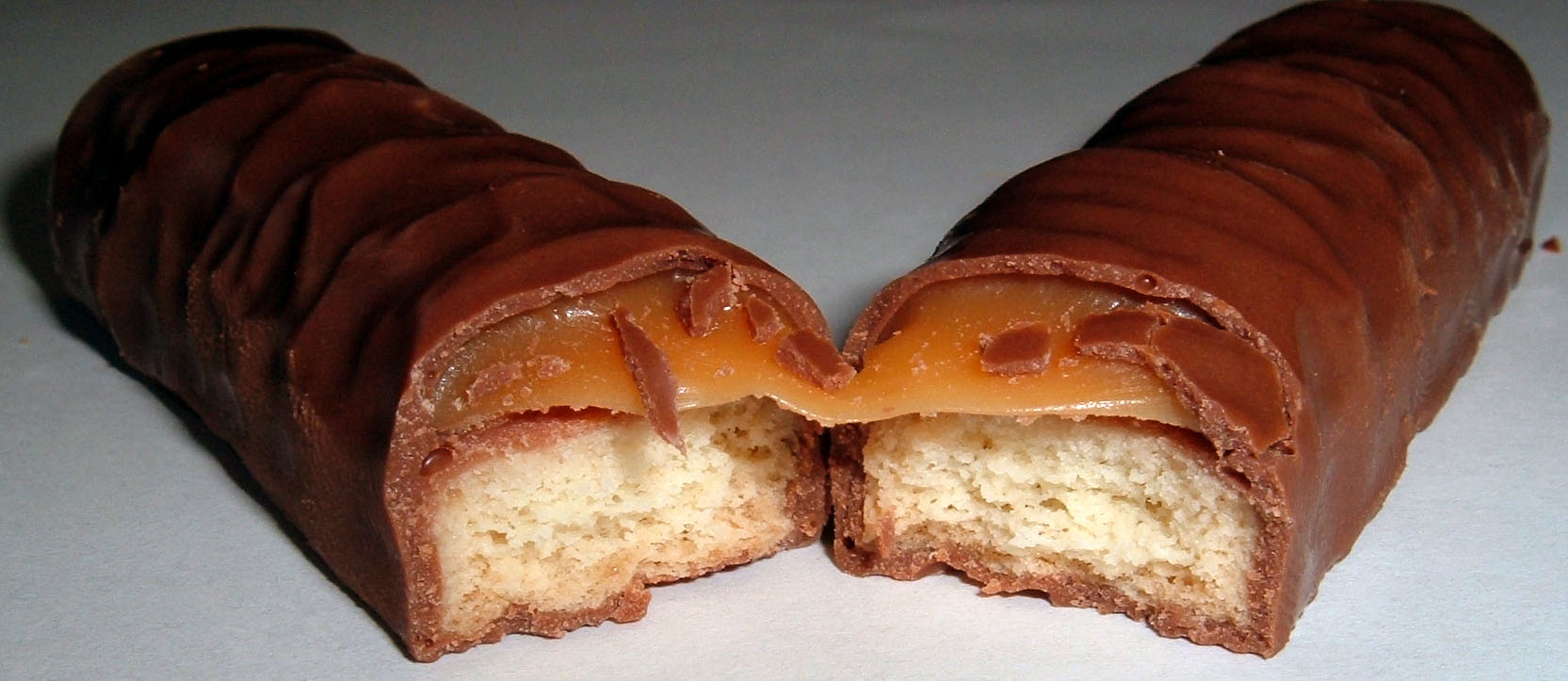
Une barre de chocolat Twix coupée en deux

Une barre chocolatée ou encore la barre de chocolat est une confiserie, ou une collation, composée le plus souvent d'un biscuit enrobé de chocolat, prenant la forme d'une barre.

## Nom

### En français
L'appellation « barre chocolatée » est plus usitée en France, tandis que « barre de chocolat » est plus spécifique au Canada francophone. L'expression « tablette de chocolat » sert souvent à désigner des palettes de chocolat pur (parfois avec ajout de fruits ou de noix), mais le terme s'emploie également pour parler de certaines confiseries, notamment lorsqu'elles présentent la même forme longue et aplatie (Crunch, Caramilk).

### En anglais
L'appellation générale est « candy bar » aux États-Unis et plus souvent « chocolate bar » dans le reste du monde anglophone.

## Histoire
- Le pralin (praslin) daterait de 1662. Ce serait M. Lasagne, cuisinier de M. de Choiseul, duc du Plessis-Praslin (F.)(ambassadeur de Louis XIII).
- La praline créée par Jean Neuhaus à Bruxelles, en 1912[2].
- Le ballotin créé par Louise Agostini, la femme de Jean Neuhaus à Bruxelles en 1915.
- Le bâton de chocolat fut inventé en 1936 par la chocolaterie « Jacques » à Eupen[3].

## Marques et produits de barres chocolatés
Liste non exhaustive
- Aero
- Banjo[4] (marque disparue)
- Balisto
- Bounty
- Cha-Cha
- Coffee Crisp
- Crunch
- Crunchy
- Daim
- Dove
- Kinder Bueno
- Kit Kat
- Lion
- Mars
- Nuts
- Ovomaltine
- Snack bar
- Snickers
- Toblerone
- Topset
- Twix (ex Raiders)
- Wunderbar

Certaines marques déclinent certains de leurs produits en versions miniatures ou glacées.

## Publicité
Une importante publicité pour ces produits est diffusée chaque année par plusieurs médias.
Elle cible principalement les enfants, et elle semble avoir une certaine efficacité selon l'enquête d'un institut spécialisé, puisque « 81 % des mères ayant un enfant entre quatre et sept ans achètent les vêtements choisis par celui-ci. Des études récentes montrent que 70 % des yaourts, 69 % des biscuits et 68 % des barres chocolatées sont prescrits par les enfants », et à la même époque, en dépit des recommandations des autorités de santé, de nombreux foyers scolaires ou certains établissements scolaires vendaient ou offraient des barres chocolatées aux élèves.
Par exemple en France, en région Aquitaine, une « Enquête 2004-2005 » a montré que les établissements scolaires organisant une distribution gratuite d’aliments offraient« le plus souvent, du pain (67 %), des fruits (39,3 %), mais aussi des barres chocolatées (25,8 %), des pâtes de fruits (14,6 %) et des pains au chocolat (13,5 %) ». Parmi ceux autorisant la vente d’aliments dans l'enceinte scolaire, « 74,6 % proposaient des pains au chocolat, 30 % des barres chocolatées, 25,4 % des boissons sucrées ou sodas, 23 % des boissons chaudes, 6,7 % des fruits et 6 % des laitages », et certains établissements en proposaient via des distributeurs automatiques (boissons sucrées ou sodas (78,1 % des cas) avec aussi « des boissons chaudes (65,8 %), des barres chocolatées (52,6 %), de l’eau minérale (46,9 %), des potages (18,4 %) et des biscuits apéritifs salés (15,8 %) ». Cependant à la même époque et toujours en Aquitaine, chez les plus petits (à l'école maternelle), les collations font plus appel aux aliments recommandés, et moins aux sucreries et barres chocolatées. Et de 2004 à 2010, un objectif d'amélioration de la diététique des élèves de l'enseignement supérieur visait à « supprimer ou limiter la disponibilité en produits gras et sucrés (viennoiseries, barres chocolatées…) au foyer des élèves ».

## Version «maison»
La production de barres et de tablettes est essentiellement industrielle (cf : liste ci-dessus), mais il existe une petite fabrication artisanale et certains consommateurs optent pour une fabrication « maison », en essayant d'imiter les produits ou recettes des industriels, ou en laissant libre cours à leur créativité, ce qui leur permet aussi de contrôler la qualité des matières premières et éviter les additifs alimentaires et autres auxiliaires technologiques. Ce choix pourrait aussi parfois être guidé par la simplicité de certaines recettes qui peut séduire certains néophytes en cuisine.

## Nutrition
Les barres de chocolat industriellement fabriquées par le secteur agroalimentaire, sont généralement classées dans la catégorie de la « malbouffe » notamment parce qu'elles sont souvent enrichies en sucre, additifs, huile de palme (dont la culture a un impact écologique majeur, car source d'importantes déforestations et plantations artificielles) en graisses AGS (Acide gras saturé) et AG trans (Acide gras trans) souvent en cause dans les problèmes de surcharge pondérale, d'excès de triglycérides sanguins et d'hypercholestérolémie.

## Santé
Si le cacao pur (et non contaminé par le plomb) présente certains intérêts pour la santé, quand il est consommé sous forme de friandise ou en barres riches en sucre et graisses (une barre chocolatée contenant du beurre de cacao est généralement plus grasse qu'un croissant), les barres chocolatées peuvent contribuer aux caries dentaires, au dit syndrome métabolique, au diabète de type II, à l'obésité et à d'éventuels problèmes cardiovasculaires. La progression de l'obésité est telle au Royaume-Uni (20 % d'obèses, 50 % de personnes souffrant de surpoids) que la British Medical Association a recommandé de « taxer à 17,5 % les aliments les plus néfastes pour la santé, comme les hamburgers, les sodas ou les barres chocolatées ».

### Teneur souvent trop élevées en plomb du chocolat et des friandises chocolatées
Plusieurs études sur l'alimentation ont montré que le chocolat et divers produits chocolatés comptent parmi les « aliments » contenant (par rapport à leur poids) le plus de plomb ; Or le plomb est un métal lourd, toxique, neurotoxique, écotoxique susceptible d'induire (à faible dose chez l'enfant, et le fœtus, in utero) une maladie grave dite saturnisme. Dans les pays où l'essence plombée a été interdite), le chocolat (et certains de ses dérivés) seraient même devenus la première source de plomb alimentaire chez les enfants.
Ainsi, aux États-Unis, en 1980 l'étude de panel TDS pour « market basket Total Diet Study (TDS) » a révélé des niveaux de plomb dans le lait chocolaté plus de trois fois supérieurs à ceux mesurés dans le lait entier, prouvant que le plomb venait dans ce cas du chocolat et non du lait. Les friandises au chocolat au lait, contenait presque autant de plomb que les aliments en boite de conserve (Pennington, 1983). En 2004, la mise à jour de cette étude TDS a montré que les barres de chocolat présentaient les plus hauts niveaux de plomb parmi les 280 articles analysés.
La plupart des pays où le cacaoyer est cultivé et où les fèves de cacao sont décortiquées (écabossage), fermentées, grillées et torréfiées utilisent encore de l'essence plombée (contenant du plomb tétraéthyle), dont le Nigeria qui est un grand producteur et exportateur de cacao et de chocolat. En 2005, une étude a comparé les taux de plomb et les compositions isotopiques des fèves de cacao produites au Nigeria avec les taux de plomb des friandises au chocolat mises sur le marché. Ces dernières contenaient 60 fois plus de plomb que la fève récoltée sur l'arbre. Aucune source unique de plomb n'a pu être identifié par les analyses isotopiques qui évoquent une contamination à chaque étape de fabrication.
La FDA s'inquiète du phénomène. L'Agence a constaté que certaines sucreries importées et vendues aux États-Unis se sont aussi révélées significativement contaminées par du plomb,, elles étaient importées du Mexique, des Philippines, d'Asie et de pays d'Amérique latine. Un constat similaire a été fait pour les friandises chocolatées et des bonbons produits dans les quartiers pollués de la banlieue de Dahiya en Inde, dans cette ville, des chercheurs ont analysé le nickel, le plomb et le cadmium contenu dans des friandises chocolatées et dans des bonbons vendus sur les marchés locaux (69 marques différentes au total). Sur ces 69 produits, 23 étaient à base de lait, 22 à base de cacao, et 24 étaient faits de sucre aromatisé. Le taux de plomb variait de 0,049 à 8,04 mg/g (avec une moyenne de 0,93 ug/g) et les chocolats à base de cacao présentaient les teneurs plus élevées en métaux lourds (plus que les chocolats à base de lait, et jusqu'à plus de 200 fois plus que les bonbons faits de sucre aromatisé.
Les analyses isotopiques montrent que l'essence n'est pas la seule source de contamination, mais les cas de teneurs excessives en plomb semblent presque toujours associés à des productions venant de pays ou régions du monde à faible législation environnementale ou n'ayant pas encore interdit le plomb dans l'essence. Des intoxications saturnines sont parfois a posteriori reliées à la consommation de chocolat ou de bonbons. Par exemple rien qu'en Californie en 2001, des bonbons ont été identifiés comme l'une des sources possibles de saturnismes chez des enfants dans plus de 150 cas de saturnisme avéré, et à la suite de ces constats, la FDA a divisé par 5 (en novembre 2006) le seuil de plomb à ne pas dépasser dans les friandises pour enfants  (passage de 0.5 ppm à 0.1 ppm). D'autres composants que le cacao (sucre ? graisses ?...) pourrait donc aussi accroître la teneur en plomb des barres chocolatées.

## Filmographie
- Boomerang, le côté obscur de la barre chocolatée, de Diego Buñuel, Canal+, 2013 (diffusé en février)[26].